# Svazek obcí mikroregionu Střední Haná
Svazek obcí mikroregionu Střední Haná je právnická osoba – dobrovolný svazek obcí v okresu Prostějov a okresu Přerov, jeho sídlem je Kojetín a jeho cílem je koordinace postupů při řešení problémů rozvoje obcí, jejich hospodářský, sociální a kulturní rozvoj, včetně infrastruktury a propagace. Sdružuje celkem 15 obcí a byl založen v roce 1999.

## Obce sdružené v mikroregionu
- Chropyně
- Ivaň
- Kojetín
- Křenovice
- Lobodice
- Měrovice nad Hanou
- Němčice nad Hanou
- Obědkovice
- Oplocany
- Polkovice
- Stříbrnice
- Tovačov
- Troubky
- Uhřičice
- Záříčí